# Bretteville-sur-Laize
Bretteville-sur-Laize – miejscowość i gmina we Francji, w regionie Normandia, w departamencie Calvados.
Według danych na rok 1990 gminę zamieszkiwało 1341 osób, a gęstość zaludnienia wynosiła 139 osób/km² (wśród 1815 gmin Dolnej Normandii Bretteville-sur-Laize plasuje się na 167. miejscu pod względem liczby ludności, natomiast pod względem powierzchni na miejscu 531.).

## Miasta partnerskie
- Chagford